# DeSagana Diop
DeSagana N’gagne Diop oder kurz Gana Diop (* 30. Januar 1982, Dakar) ist ein ehemaliger senegalesischer Basketballspieler. In der nordamerikanischen Liga NBA bestritt er 629 Spiele. Der 2,13 m große, 127 kg schwere Diop spielte auf der Position des Centers. Heute arbeitet Diop als Trainer.

## Karriere
Diop spielte in seinem Heimatland Fußball, begann erst mit 15 Jahren mit dem Basketball. Ein Talentspäher der Dallas Mavericks ermunterte ihn, in die Vereinigten Staaten zu gehen, um sich dort weiterzuentwickeln. Diop nahm ein Angebot der Oak Hill Academy im US-Bundesstaat Virginia an. Zu diesem Zeitpunkt beherrschte er die englische Sprache nicht und war zunächst darauf angewiesen, dass ein ebenfalls aus Senegal stammender Mannschaftskamerad ihm die Anweisungen übersetzte. Diop legte in den USA erheblich an Gewicht zu. Anstatt nach der Zeit an der Schule an eine Universität zu wechseln, entschied er sich, gleich ins Profilager zu gehen.
Diop wurde im NBA-Draftverfahren 2001 bereits an achter Stelle von den Cleveland Cavaliers ausgewählt. Bei den Cavaliers bestritt er 193 Einsätze in vier Spieljahren, konnte aber aufgrund von häufigen Verletzungen und Gewichtsproblemen nie den Erwartungen gerecht werden. Im Sommer 2005 unterschrieb er bei den Dallas Mavericks einen Dreijahresvertrag. Dort wurde er zu einer positiven Überraschung. Er entwickelte sich zu einem Verteidigungsspezialisten. Sein Einsatz und seine Fähigkeiten als Rebounder und Shotblocker machten ihn zu einem Publikumsliebling und erhöhten seine Einsatzzeiten. In der Saison Jahr 2005/06 stellte Dallas’ Trainer Avery Johnson Diop in 45 Spielen in die Anfangsformation und zog ihn dem erfahreneren Erick Dampier vor. In den Playoffs trug Diop entscheidend zum Sieg über die San Antonio Spurs im siebten Aufeinandertreffen bei. Trotz einer gebrochenen Nase spielte er im vierten Viertel und in der Verlängerung eine starke Verteidigung gegen Spurs-Star Tim Duncan und holte zwei entscheidende Offensiv-Rebounds. In der NBA-Saison 2005/06 erzielte Diop im Schnitt 2,3 Punkte, 4,6 Rebounds und 1,8 Blocks bei einer durchschnittlichen Einsatzzeit von 18,6 Minuten pro Spiel.
Am 19. Februar 2008 wurde er von den Mavericks zusammen mit Devin Harris, Trenton Hassell, Maurice Ager, Keith Van Horn und zwei Draftauswahlrechten an die New Jersey Nets abgegeben. Im Austausch wechselten Jason Kidd, Malik Allen und Antoine Wright nach Dallas. Am 9. Juli 2008 wurde er nach Ablauf seines Vertrages wieder von Dallas verpflichtet und unterzeichnete einen Fünfjahresvertrag. Am 16. Januar 2009 gaben die Texaner Diop an die Charlotte Bobcats ab. Die Mavericks erhielten im Austausch Matt Carroll und Ryan Hollins. Für die Bobcats spielte Diop bis Sommer 2013. Nach Ablauf seines Vertrages erhielt Diop kein neues Angebot von Charlotte. Er unterzeichnete daraufhin einen vorläufigen Vertrag bei den Cleveland Cavaliers, für die er bereits von 2001 bis 2005 spielte. Der Vertrag wurde am 25. Oktober kurz vor Saisonbeginn aufgelöst.
Mit der Nationalmannschaft Senegals nahm Diop im August 2009 an der Afrikameisterschaft teil und erzielte 4 Punkte, 9,1 Rebounds und 1,3 Blocks je Begegnung.

## Trainerkarriere
Nach seiner Basketballkarriere wurde Diop im November 2014 von den Texas Legends aus der D-League als Trainer für Spielerentwicklung eingestellt. 2015 folgte die Beförderung zum Assistenztrainer. Im Oktober 2016 erhielt Diop eine Anstellung im Trainerstab der Utah Jazz. Er arbeitete vier Jahre für Utah, im November 2020 wurde er von den Houston Rockets als Assistenztrainer verpflichtet. Ende Mai 2022 wurde er als neuer Cheftrainer der Westchester Knicks (NBA G-League) vorgestellt. Im Juli 2022 wurde Diop ebenfalls Senegals Nationaltrainer.